# Neckarsulm
Neckarsulm je velké okresní město v Německu ve spolkové zemi Bádensko-Württembersko nedaleko města Stuttgart na soutoku řek Neckar a Sulm. Rozloha jeho katastrálního území je 24,94 km², leží v nadmořské výšce 162 m a v roce 2015 zde žilo 26 304 obyvatel. S asi 29 500 pracovními místy je Neckarsulm největším a hospodářsky nejvýznamnějším městem okresu Heilbronn.
První zmínka o Neckarsulm pochozí z roku 771 a v roce 1300 získal městská práva. V roce 1484 se město dostalo pod řád německých rytířů, který zde vládl více než 300 let. Bývalá, převážně vinařská oblast se od konce 19. století vyvinula do průmyslového města. Sídlila zde např. firma NSU, která byla v polovině 50. let největším výrobcem motocyklů na světě a zároveň se těšila velkému úspěchu v motorsportu. Na tradici NSU navázala Audi, která zde má více než 14 000 zaměstnanců a je největším zaměstnavatelem ve městě a regionu.

## Partnerská města

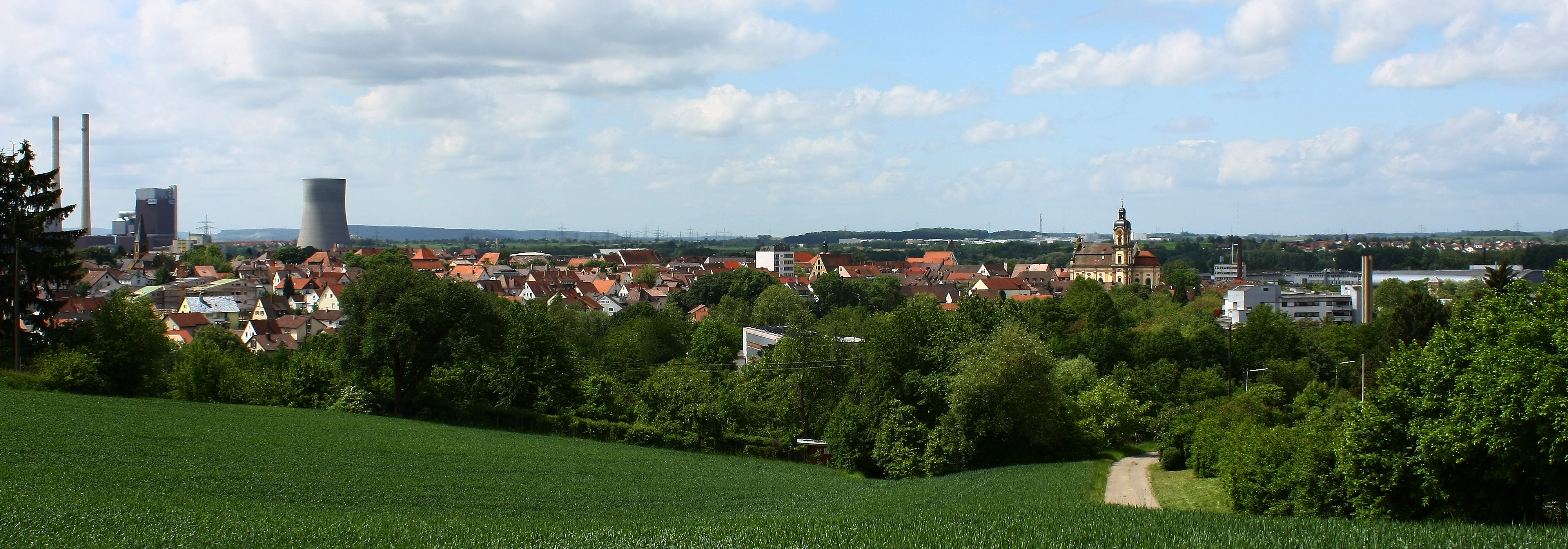
Pohled na Neckarsulm z východu

- Bordighera, Itálie
- Budapešť, Maďarsko
- Carmaux, Francie
- Grenchen, Švýcarsko
- Zschopau, Německo